# Dywizja Bracławsko-Kijowska
Dywizja Bracławsko-Kijowska – terytorialna jednostka organizacyjna Armii Koronnej z podporządkowanymi oddziałami stacjonującymi na jej obszarze.

Jej inne nazwy to Dywizja Ukraińska i Bracławska lub Dywizja Ukraińska.

## Formowanie i zmiany organizacyjne
Dywizja została zorganizowana w 1776 roku uchwałą sejmu delegacyjnego. Sejm określił jej dyslokację na województwa bracławskie i kijowskie. Nakazał osłaniać tę część Polski od wypadów kozackich (hajdamackich) i Tatarszczyzny. Zezwalał na rozlokowanie wojsk w "dobrach prywatnych".
Pełna organizacja Dywizji Podolskiej (Wołyńskiej i Podolskiej) oraz Ukraińskiej (Bracławskiej i Kijowskiej) nie powiodła się. Dwie te dywizje połączone zostały w jedną całość i stanowiły stosunkowo luźną, terytorialną, ale zarazem największą strukturę w wojsku Rzeczypospolitej, zwaną Dywizją Ukraińską i Podolską.
Uchwałą Sejmu Wielkiego w 1789 roku wrócono do podziału zaplanowanego w 1775 roku. Wiosną 1790 „dywizje ukraińskie” przeorganizowano na Dywizję Wołyńską i Podolską oraz Dywizją Bracławską i Kijowską. Taki stan rzeczy przetrwał do kwietnia 1793 roku, kiedy to Dywizja Bracławska i Kijowska została zajęta przez wojsko rosyjskie. Zmiany przeprowadzone przez sejm grodzieński, ograniczające liczbę dywizji do dwóch, nie zostały już zrealizowane na skutek wybuchu powstania kościuszkowskiego.

## Dowództwo dywizji
Dowódcą dywizji był generał lejtnant, któremu mieli podlegać dwaj generałowie majorowie. Jeden dowodził kawalerią, drugi piechotą. Zasadę tę  wprowadzono w życie dopiero w 1789 roku. Do tej pory w etatach sztabu generalnego wymieniano po jednym generale majorze na dywizję.
Dowódcy dywizji:
- gen. lejtn. Józef Gabriel Stempkowski
- gen. lejtn. Stanisław Szczęsny Potocki
- gen. lejtn. Józef Poniatowski

Pomocnicy:
- gen. mjr Karol Malczewski (1776)
- gen. mjr Józef Poniatowski (od 1789)
- gen. mjr Fabian Sebastian Oyrzyński (od 1789)

## Struktura organizacyjna
Dywizja składała się kawalerii, piechoty i artylerii. Nie posiadała własnego sztabu, który mógłby kierować działaniami. Była bardziej związkiem terytorialnym niż taktyczno-operacyjnym.
Piechota w 1789:
- 3 Pułk Przedniej Straży Buławy Polnej Koronnej
- 12 Regiment Pieszy Koronny
- 13 Regiment Pieszy Ordynacji Ostrogskiej
- 14 Regiment Pieszy im. Potockich

W 1790 roku w skład dywizji weszła 4 Brygada Artylerii.
Struktura dywizji ukraińskiej ks. Poniatowskiego w 1792:
- Brygada Tadeusza Kościuszki:
  - 8 batalionów piechoty (dwa z  10 regimentu, po jednym z 1, 5, 7, 9, 10 i 12 — razem 5016 żołnierzy)

20 szwadronów jazdy (2589) i 58 dział z 728 artylerzystami,
- Brygada  A. Czapskiego:
  - 3  bataliony  (po  jednym z regimentów 3, 4 i 6 — razem 1817 piechurów)
  - 7 szwadronów jazdy (1027)
- Brygada J. F. Poupparta:
  - 2 bataliony piechoty (po jednym z regimentów 12 i 13 —  razem   1304  żołnierzy)
  - 12  szwadronów jazdy (1502)

Łącznie w dywizji Poniatowskiego znajdowało się 13 batalionów piechoty w sile 8137 żołnierzy, 59 szwadronów jazdy (8216 żołnierzy wraz z jazdą Sufczyńskiego) i 728 artylerzystów z 58 działami. Dywizja ta była rozlokowana w okolicach Tulczyna, Berszady i Tetyjowa.
m.p. jazdy w marcu 1792:
- Brygada Lubowidzkiego – Biała Cerkiew
- Brygada Wielhorskiego – Granów
- 4 Brygada Artylerii – Winnica (w 1790)[4]
- pułk przedniej straży buławy wielkiej koronnej – Czeczelnik
- pułk ks. Lubomirskiego – Przyłuca

stan jazdy na 9 czerwca 1792: 
- Brygada Lubowidzkiego
- Brygada Mokronowskiego
- siedem szwadronów brygady Jerlicza
- cztery szwadrony brygady Dzierzaka
- pułk przedniej straży Karwickiego
- pułk przedniej straży buławy wielkiej koronnej
- pułk przedniej straży Lubomirskiego

## Działania dywizji
Podzielona na trzy słabe grupy Dywizja Ukraińska zdołała uniknąć osaczenia i 29-30 maja 1792 skoncentrowała się pod Pikowem, skąd wobec przewagi nieprzyjaciela wycofała się do Lubaru. Tu uporządkowano oddziały i zaczekano na nadejście Dywizji Wołyńskiej. Gdy przeciwnik rozpoczął nową ofensywę, oddziały polskie zostały zmuszone do dalszego odwrotu, wciąż zagrożone oskrzydleniem. Zasłaniająca odwrót straż tylna pod komendą Wielhorskiego została 15 czerwca osaczona pod Boruszkowcami.